# Pseudophlegethontia turnbullorum
La pseudoflegetontia (Pseudophlegethontia turnbullorum) è un anfibio estinto, appartenente agli aistopodi. Visse nel Carbonifero superiore (circa 310 milioni di anni fa) e i suoi resti fossili sono stati ritrovati in Nordamerica.

## Descrizione
Come tutti i membri del gruppo degli aistopodi, Pseudophlegethontia era dotato di un lungo corpo serpentiforme, privo di arti. Questo animale era morfologicamente intermedio tra gli aistopodi più arcaici e il più derivato Phlegethontia. Come il primitivo Ophiderpeton, anche Pseudophlegethontia era dotato di un corpo relativamente breve con 140 vertebre; le costole a forma di k accompagnavano le vertebre fino alla cinquantasettesima, ed erano presenti ossa distinte nel tetto cranico. L'apertura temporale, inoltre, era priva di barra inferiore.
Altre caratteristiche, tuttavia, richiamavano quelle di Phlegethontia: il muso appuntito, condili del quadrato molto anteriori alle capsule otiche, occhi posizionati pressoché a metà del cranio; erano inoltre presenti costole ventrali (gastralia) sottili, un osso epipterigoide che sorgeva in alto sulla superficie laterale della scatola cranica. Infine, non vi erano osteodermi laterali. Pseudophlegethontia, inoltre era caratterizzato da un osso quadrato estremamente allungato e da una regione postparietale estesa.

## Classificazione
La descrizione di un singolo esemplare immaturo rinvenuto nel giacimento di Mazon Creek (Illinois) ha permesso di riconoscere un nuovo genere e una nuova specie di anfibio, Pseudophlegethontia turnbullorum (Anderson, 2003). Questo animale appartiene agli aistopodi, un gruppo di anfibi paleozoici dalle origini poco chiare, dal corpo serpentiforme e privo di arti. Pseudophlegethontia sembrerebbe essere una forma intermedia tra gli aistopodi più basali come Ophiderpeton, Lethiscus e Oestocephalus, e gli aistopodi più derivati (Phlegethontia).